# Palaeocoleus sypnoides
Palaeocoleus sypnoides là một loài bướm đêm trong họ Noctuidae.